# Tyngdlyftning vid olympiska sommarspelen 1952
De olympiska tävlingarna i tyngdlyftning 1952 avgjordes mellan den 25 och 27 juli i Mässhallen (nuvarande Tölö sporthall) i Helsingfors. 142 deltagare från 41 länder tävlade i sju grenar.

## Medaljörer
| Gren                | Guld                             | Silver                         | Brons                              |
| 56 kg Detaljer...   | Ivan Udodov Sovjetunionen        | Mahmoud Namdjou Iran           | Ali Mirzai Iran                    |
| 60 kg Detaljer...   | Rapael Tjimisjkjan Sovjetunionen | Nikolaj Saksonov Sovjetunionen | Rodney Wilkes Trinidad och Tobago  |
| 67,5 kg Detaljer... | Tommy Kono USA                   | Jevgenij Lopatin Sovjetunionen | Vern Barberis Australien           |
| 75 kg Detaljer...   | Peter George USA                 | Gerry Gratton Kanada           | Kim Sung-Jip Sydkorea              |
| 82,5 kg Detaljer... | Trofim Lomakin Sovjetunionen     | Stanley Stanczyk USA           | Arkadij Vorobjov Sovjetunionen     |
| 90 kg Detaljer...   | Norbert Schemansky USA           | Grigorij Novak Sovjetunionen   | Lennox Kilgour Trinidad och Tobago |
| +90 kg Detaljer...  | John Davis USA                   | James Bradford USA             | Humberto Selvetti Argentina        |

## Medaljtabell
| Pl.    | Nation              | Guld | Silver | Brons | Totalt |
| ------ | ------------------- | ---- | ------ | ----- | ------ |
| 1      | USA                 | 4    | 2      | 0     | 6      |
| 2      | Sovjetunionen       | 3    | 3      | 1     | 7      |
| 3      | Iran                | 0    | 1      | 1     | 2      |
| 4      | Kanada              | 0    | 1      | 0     | 1      |
| 5      | Trinidad och Tobago | 0    | 0      | 2     | 2      |
| 6      | Argentina           | 0    | 0      | 1     | 1      |
| 6      | Australien          | 0    | 0      | 1     | 1      |
| 6      | Sydkorea            | 0    | 0      | 1     | 1      |
| Totalt | Totalt              | 7    | 7      | 7     | 21     |